# 带脉
帶脈是「奇經八脈」之一，帶之言束也，猶如束帶一般。帶脈的主要功能是“約束諸經”，所謂腹部“游泳圈”，正是中醫學“帶脈”所繞之處。《靈樞經》曰：「足少陰之正，至腘中，別走太陽而合，上至腎，當十四椎，出屬帶脈。」

## 帶脈病
帶脈一旦不佳，則腰部日顯肥厚，苗條曲線不再。《奇經八脈考·帶脈篇》：“帶脈者，起於季脅足厥陰之章門穴，同足少陽循帶脈穴，圍身一周，如束帶然。”帶脈起於足少陰之正脈，出於舟骨粗隆下方之然谷穴。帶脈與腎臟神經系統有關，故帶脈強健可以固精、強腎、壯陽。由於帶脈總束腰以下諸脈，下焦是奇經匯集之所在，張從正（1217－1222）《儒門事親》曰：“衝、任、督三脈同起而異行，一源而三歧，皆絡帶脈。”患帶脈疾病的病候：腹部脹滿，身似上浮。

## 《奇經八脈考·帶脈篇》
帶脈者，起於季脅足厥陰之章門穴，同足少陽循帶脈穴章門足厥陰、少陽之會，在季肋骨端，肘尖盡處是穴，帶脈穴屬足少陽經，在季脅下一寸八分陷中，圍身一周，如束帶然。又與足少陽會於五樞帶脈下三寸、維道章門下五寸三分，凡八穴。
……

楊氏曰：帶脈總束諸脈，使不妄行，如人束帶而前垂，故名。婦人惡露，隨帶脈而下，故謂之帶下。